# 浅井直湖
浅井 直湖（あさい なおこ）は、日本で最初のチアリーダー。法政大学応援団バトントワラー部出身。
日本のチアリーダー・チアリーディングの名付け親。日本人で初めてアメリカのCheerleader（チアリーダー）のCampに参加して賞を取り、アメリカの連盟から日本に普及を依頼され、日本のチアリーダー普及に奔走した。

## 概要
日本初のプロチアリーダーチーム『PISCES Cheerleader PepClub』（ピイシィーズ）は、日本のBIGスポーツイベントを盛り上げ、貢献し、数々の日本のスポーツシーンを盛り上げた。この時代は、スポーツが「イベント」として発展し始めた時代にあたり、日本のスポーツイベントの始まりの時代であり、チアリーダーの登場がそのワンシーンを飾った。この『PISCES』の代表として活躍した。ジャパンボウルというアメフトイベントに選手と共に来たアメリカのチアリーダーと、日本側はPISCES Cheerleader Pepclubが、日米チア合戦が毎年の名物だった。プロ野球やサッカー・アメフト・バスケ、スポーツ応援はもちろん、テレビドラマ『GOGO! チアガール』や歌番組ベストテン、『オレたちひょうきん族』などのクイズ・バラエティ番組からCM・雑誌と大活躍。この時代の時の人であった。

## 来歴・人物
高校時代から応援団の活動を続け、法政大学では東京六大学野球での応援活動がしたくて、応援団に入れて欲しいと彼女が戸をたたいた事が「チアリーダー」の始まりとされている。このころ六大学野球は高校球児のスター選手が話題で、神宮球場は満員御礼が出ていた。が、応援団に女子がまだ珍しい時代で、バトンやポンポン・フラッグなどを使用するバトントワリングやブラスバンドに数人いただけであった。在学中の4年生の時に早稲田で結成されたことで六大学すべてにバトン部が揃い、六大学合同ステージが始まった。その時の東大応援部初代チアリーダーが松島みどり。
東京都大学バトン連盟の委員長に推薦された頃、アメフトイベントで、アメリカのチアリーダーが来日「Songleader（ソングリーダー）」の存在を知り、大学時代に渡米してアメリカのチアリーダー合宿に日本人として初めて参加。そこで賞を取った事で、本場の「Cheerleading（チアリーディング）」というものを、都バトン連盟のステージで発表した。　　
当時はまだ存在していなかった、東京の大学のバトンコンテストを彼女の企画で始まり、そこでもアメリカで勉強してきたチアという分野を披露した。それが日本テレビの『ほんものは誰だ!』やその他の民放各局のクイズ番組に紹介されてチアリーダーというものが一躍脚光を浴び、日本における「チア」という言葉の普及に貢献した。
関西テレビのお笑い芸人東西対抗番組で、東西の大学チアリーダー対抗合戦も行われ、浅井の指導の下、関東・関西のチアが広がったと言われている。各地にも指導に行き　東都大学野球等の応援活動もしながら、ブラスバンドと共にハーフタイムショーをしたり、日本のスポーツシーンに欠かせないチアリーダーという存在の活動の確立、チアリーディングという分野の普及活動に奔走した。
プロ野球応援もこの頃より工夫がみられ、チアリーダーの募集が行われ、浅井が指導応援した事で話題となった。それがきっかけで、『PISCES』という「プロチアリーダー」の誕生につながった。マスコミで脚光を浴び、芸能人対抗運動会などにもアイドルと共演したりと、健康で明るく、体操やアクロバット、足も速く運動神経の良いチアリーダーの存在として話題になった。また同時にアクションカメラ小僧という存在から追いかけられ困っていた。
高校までは中二コース、螢雪時代等のモデルもしていた。
大学や企業の応援団・チアの普及・指導にも奔走し、都市対抗野球大会や企業サッカーを華やかに企画した。日本体育大学の初代監督を務めたほか、関西の大学各校で盛んなアメフトチアの指導に貢献し、各方面で活躍するチアリーダーを育てた。

## 著書
- 『チアリーディング』講談社スポーツシリーズ、1981年発行
- 『チアリーダー全科』講談社プレイジャックシリーズ、1981年発行
- 『PISCESチアリーディングLESSON』ポニーキャニオン、1982年発行